# Wartenburg (Kemberg)
Wartenburg là một đô thị thuộc huyện Wittenberg, bang Saxony-Anhalt, Đức.